# Eben Alexander
Eben Alexander (Charlotte, 11 dicembre 1953) è uno scrittore e neurochirurgo statunitense.

## Biografia
A quattro mesi di età, nell'aprile 1954, non potendo essere mantenuto dai genitori biologici Ann e Richard - entrambi studenti - a causa della loro giovanissima età, fu adottato da Eben Alexander Jr. (1913 - 2004), neurochirurgo, sposatosi nel 1942 con Betty West. Il bisnonno, Eben Alexander (1851 - 1910), era diplomatico, e il nonno era chirurgo.
Si è laureato in medicina all'Università del North Carolina a Chapel Hill nel 1976, e ha conseguito la specializzazione alla Duke University Medical School nel 1980. Ha lavorato tra l'altro per quindici anni presso la Harvard Medical School come professore associato di neurochirurgia.
È autore del bestseller Proof of Heaven: A Neurosurgeon's Journey into the Afterlife (La prova del Paradiso: viaggio di un neurochirurgo nell'aldilà), in cui descrive l'esperienza di pre-morte da lui vissuta nel 2008. Il libro è stato pubblicato in italiano nel 2013, con il titolo Milioni di farfalle Il Paradiso esiste. Ci sono stato.
Alexander ritiene che esista una coscienza extracorporea, e cita il testo Irreducible Mind: Toward a Psychology for the 21st Century, che considera "una rigorosa analisi scientifica che illustra in modo efficace la prova dell'esistenza di una coscienza extracorporea".
Nel 2012 ha fondato, insieme al collega John R. Audette, "Eternea", associazione benefica no-profit a finanziamento pubblico, la cui missione è "promuovere la ricerca, l'istruzione e i corsi esperienziali di trasformazione spirituale, con particolare attenzione al rapporto fra coscienza e realtà fisica".
Ha due figli: Eben IV e Bond

### Opere

#### In inglese
- Proof of Heaven, 2012, Little, Brown Book Group
- Proof of Heaven: A Neurosurgeon's Journey Into the Afterlife, 2012, Simon & Schuster
- Seeking Heaven: Sound Journeys Into the Beyond, 2013, Simon & Schuster (Audiolibro)

#### In italiano
- Milioni di farfalle : Il Paradiso esiste. Ci sono stato, Milano, Mondadori, 2013, [ISBN]  978-88-6621-076-4